# Sirius the Jaeger
Sirius the Jaeger (天狼 Sirius the Jaeger?, Shiriusu Shiriusu za Yēgā) è una serie anime prodotta da P.A.Works. La serie è diretta da Masahiro Andō ed è andata in onda dal 12 luglio al 27 settembre 2018, mentre in Italia è stata resa disponibile da Netflix anche con il doppiaggio italiano il 21 dicembre 2018.

## Trama
Nel 1930, un gruppo di Vampiri lascia la Cina fuggendo in Giappone. Sono braccati da un gruppo di cacciatori di vampiri chiamati "Jaeger" che lavorano sotto copertura dicendo di essere il personale della "V Shipping Company". Tra questi c'è un giovane "Sirius" chiamato Yuliy, un lupo mannaro il cui villaggio natale è stato distrutto dai "Vampiri". In passato, un membro della famiglia reale dei Sirius fu scelto dall'oracolo per essere l'agente di Dio ed avere il permesso di possedere una misteriosa reliquia sacra nota come "L'Arca di Sirius" che, come un dono di Dio, poteva esercitare il potere su tutte le cose. A causa della sua potenza, il popolo di Sirius fu attaccato da gruppi che cercavano di ottenere il suo potere, quindi fu sigillato in un luogo segreto, per non essere mai più usato. Yuliy e gli Jaeger si impegnano in una micidiale battaglia contro i Vampiri per il possesso dell'arca.

## Personaggi

### Jaeger
Gli Jaeger sono cacciatori di vampiri che usano come copertura la compagnia "V shipping" per le loro operazioni.
Yuriychka "Yuliy" Jirov
Doppiato da Yuto Uemura (ed. giapponese), Manuel Meli (ed. italiana)
È un Sirius (Licantropo) diciassettenne e membro degli Jaeger. Figlio del Sirius Alexei e di una donna umana, Sachi, ha un fratello maggiore di nome Mikhail. Normalmente è calmo, ma spietato quando combatte i vampiri avendo distrutto il suo villaggio natale di Dogville e ucciso tutti i suoi abitanti. Maneggia un bastone a tre sezioni con lame retrattili ad ogni estremità. Ha i capelli neri con un ciuffo bianco ed una corta coda di cavallo, quando rivela la sua vera natura i suoi occhi si illuminano di un blu brillante.
Willard
Doppiato da Kenyu Horiuchi (ed. giapponese), Alessandro Budroni (ed. italiana)
Un ex archeologo e comandante degli "Jaeger". In passato decifrò un antico libro recuperato dalle rovine della civiltà Sirius e tracciò la posizione dell'Arca di Sirius a Dogville, portandola alla sua distruzione quando i Vampiri cercarono di trovare l'Arca. Ha i capelli biondi e indossa un monocolo, ha 41 anni.
Dorothea
Doppiata da Nanako Mori (ed. giapponese), Eleonora Reti (ed. italiana)
Braccio destro di Willard ed esperta di armi da fuoco, ha origini spagnole e ha 27 anni. Ha i capelli neri, la pelle scura e gli occhi verdi.
Fallon
Doppiato da Shunsuke Takeuchi (ed. giapponese), Riccardo Scarafoni (ed. italiana)
Un membro di 26 anni degli Jaeger. È irlandese alto e grosso con capelli rossi lunghi fino alla vita è una persona mite e affabile.
Philip
Doppiato da Yūsuke Kobayashi (ed. giapponese), Niccolò Guidi (ed. italiana)
Un ragazzo britannico di 14 anni membro degli Jaeger. Ha i capelli biondi e un odio per i Sirius perché un lupo mannaro ha ucciso i suoi genitori, inizialmente è ostile anche verso Yuliy ma in poco tempo riesce a perdonarlo capendo che la morte dei genitori non è colpa sua.

### Vampiri
I Vampiri usano l'Alma Corporation come copertura, per cercare l'Arca di Sirius per curare una malattia degenerativa che li sta uccidendo. I vampiri sono divisi in due categorie i reali che possono usare i loro poteri anche in forma umana, o ex umani chiamati schiavi che devono trasformarsi in bestie per usare i loro poteri, ed al contrario dei reali che possono uscire senza problemi durante gli orari diurni devono usare delle speciali lenti a contatto per uscire di giorno, altrimenti possono morire a contatto con la luce del sole.
Mikhail Jirov
Doppiato da Takahiro Sakurai (ed. giapponese), Alex Polidori (ed. italiana)
È il fratello maggiore di Yuliy ed è diventato un vampiro dopo essere stato morso da Yevgraf mentre difendeva suo fratello. È un anticonformista nel clan dei Vampiri e viene usato da Yevgraf nella sua ricerca dell'Arca di Sirius. Ha i capelli bianchi, gli occhi azzurri sbiaditi e molte cicatrici sul volto.
Yevgraf
Doppiato da Kenjiro Tsuda (ed. giapponese), Christian Iansante (ed. italiana)
È un vampiro reale e Re del clan vampiro. Sta conducendo la ricerca dell'Arca di Sirius per i suoi scopi.
Kershner
Doppiato da Takehito Koyasu (ed. giapponese), ? (ed. italiana)
Il secondo vampiro più in alto nel loro rango con grandi ambizioni. Ha i capelli biondi e brandisce una spada lunga e sottile.
Agatha
Doppiata da Sayaka Ōhara (ed. giapponese), ? (ed. italiana)
Una vampira femmina che ha bevuto il sangue di giovani uomini per 140 anni per rimanere giovane. Ha i capelli scuri tagliati a caschetto e gli occhi grigi che si illuminano di rosso.
Larissa e Tamara
Doppiate da Misaki Watada  ? (ed. giapponese),  Sayaka Senbongi (Tamara) (Larissa), Monica Vulcano (Tamara) (ed. italiana)
Sono due vampiresse spietate.

### Altri
Jiro Akimoto
Doppiato da Hinata Tadakoro (ed. giapponese), ? (ed. italiana)
Il proprietario di un bar e agente della V Shipping Company. Ha i capelli neri e lisci raccolti in una coda di cavallo.
Ryoko Naoe
Doppiata da Rie Takahashi (ed. giapponese), Joy Saltarelli (ed. italiana)
La giovane figlia del barone Naoe che sviluppa un interesse per Yuliy e assiste gli Jaeger. Sebbene timida, si è allenata nel kenjutsu ed è un'ottima spadaccina porta spesso con sé una Katana.
Barone Naoe
Doppiato da ?
È il padre di Ryoko e fornisce una base per gli Jaeger in Giappone.
Hideomi Iba
Doppiato da Junji Majima (ed. giapponese), Emanuele Ruzza (ed. italiana)
Un maggiore nell'esercito imperiale che sta indagando sugli omicidi commessi dai vampiri. Lavora sotto copertura come reporter per il Monthly Competent Crimes.
Kakizaki
? (ed. giapponese), Vittorio Guerrieri (ed. italiana)
Capo del Dipartimento armi dell'esercito giapponese. Si suicida dopo essere stato erroneamente coinvolto nel test della Alma Company.
Mamoru Akasaka
Doppiato da ?
Un eremita che vive vicino a Sakhalin, nel sito dell'antica civiltà Sirius. 15 anni prima fu inviato dall'esercito giapponese per trovare e conquistare l'Arca di Sirius, ma preferì scomparire.
Bishop
Doppiato da ? (ed. giapponese), Marco Vivio (ed. italiana)
Un ex Jaeger, ora lavora per il governo britannico. Venne morso e divenne un Vampiro, ma cercò vendetta verso essi per aver ucciso i suoi compagni.
Klarwein
Doppiato da Nobuo Tobita (ed. giapponese), ? (ed. italiana)
Uno scienziato alleato dei Vampiri. Con parte del viso e del cuoio capelluto mancante, è ossessionato dalla creazione di vita artificiale. Ha creato l'arma umanoide artificiale da parti del corpo umano per la Alma Corporation.
Momosei Naotora
Doppiato da ?
Leader del partito di Hyakko che indossa maschere e si rivolge agli sfruttatori della guerra, persone facoltose e accademici. Aiutò i Vampiri a raccogliere il materiale necessario per creare l'arma umanoide artificiale.

## Produzione e distribuzione
L'anime è stato presentato in anteprima dal 12 luglio al 27 settembre 2018 e viene trasmesso su AT-X, Tokyo MX, BS11 e Tulip Television. La serie è stata diretta da Masahiro Andō e scritta da Keigo Koyanagi presso lo studio P.A.Works che si è occupato delle animazioni. L'aspetto dei personaggi è stato delineato da Kinu Nishimura e Mai Matsuura, mentre Souichirou Sako lo ha adattato per l'animazione; i tre hanno ricoperto inoltre il ruolo di direttori dell'animazione principale della serie. Masaru Yokoyama ha composto la colonna sonora, mentre Infinite è accreditato per la produzione dell'anime.

## Episodi
Come sigla di apertura è stato utilizzato il brano Sirius (シ リ ウ ス?, Shiriusu), interpretato da Kishida Kyoudan & The Akeboshi Rocketse, mentre in chiusura vi è il brano Hoshie (星 絵?) di Sajou no Hana.
| Nº | Titolo italiano Giapponese 「Kanji」 - Rōmaji                                              | In onda           | In onda          |
| Nº | Titolo italiano Giapponese 「Kanji」 - Rōmaji                                              | Giapponese        | Italiano         |
| 1  | Il redivivo ulula nell'oscurità 「蘇えりし者、夜に嗤う」 - Yomigaerishimono, yoru ni warau | 12 luglio 2018    | 21 dicembre 2018 |
| 2  | Senza talento 「妄執する黄色い華」 - Mōshuu suru kiiroi hana                               | 19 luglio 2018    | 21 dicembre 2018 |
| 3  | Ricordi indelebili 「とけないゆき」 - Tokenai yuki                                         | 26 luglio 2018    | 21 dicembre 2018 |
| 4  | L'inizio dell'inganno 「謀略の蟻」 - Bōryaku no ari                                        | 2 agosto 2018     | 21 dicembre 2018 |
| 5  | Frankenstein 「荒ぶる鉄棺」 - Araburu tekkan                                               | 9 agosto 2018     | 21 dicembre 2018 |
| 6  | Il canto del tordo 「マネシツグミの警笛」 - Maneshi tsugumi no keiteki                     | 16 agosto 2018    | 21 dicembre 2018 |
| 7  | Confessione sincera 「讐敵の炎、哭白の刻」 - Ada teki no honō, no koku                     | 23 agosto 2018    | 21 dicembre 2018 |
| 8  | Il santuario di Sirius 「マネシツグミの警笛」 - Maneshitsugumi no keiteki                  | 30 agosto 2018    | 21 dicembre 2018 |
| 9  | L'Ombra del padre 「残痕の朋輩」 - Zankon no hōbai                                         | 6 settembre 2018  | 21 dicembre 2018 |
| 10 | Ricordi dell'abisso 「深淵にさまよう狼」 - Shin'en ni samayō ōkami                         | 13 settembre 2018 | 21 dicembre 2018 |
| 11 | Chiamata nel sangue 「咆哮の宴」 - Hōkō no utage                                           | 20 settembre 2018 | 21 dicembre 2018 |
| 12 | L'arca di Sirius 「天狼の匣」 - Tenrō no hako                                              | 27 settembre 2018 | 21 dicembre 2018 |